# ديفيد سلاتر
ديفيد سلاتر (بالإنجليزية: David Slater)‏ هو كاتب أغاني أمريكي، ولد في 22 نوفمبر 1962.

## وصلات خارجية
- الموقع الرسمي